# 石籬探奇遊樂場

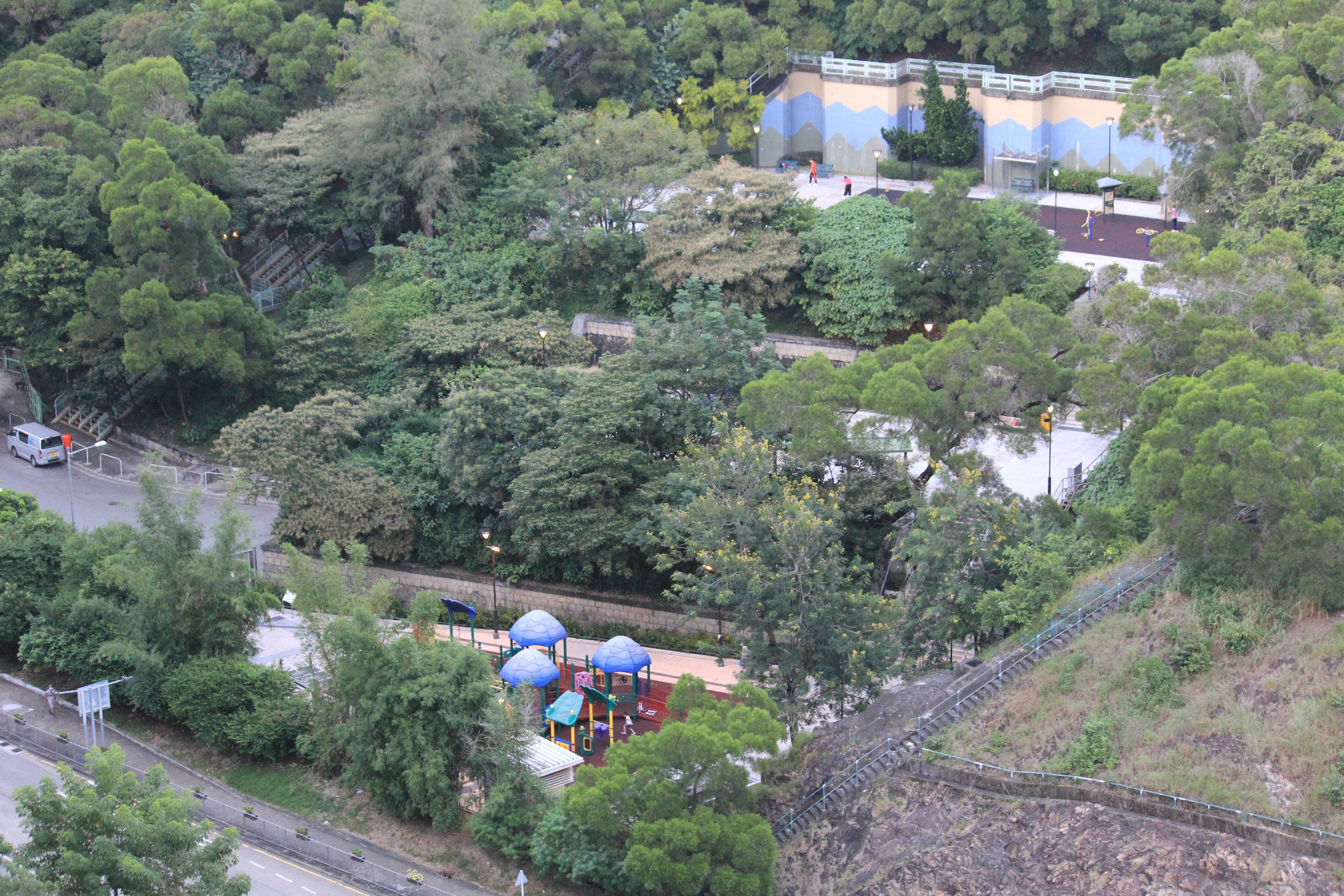
面向青山公路的石籬探奇遊樂場（2021年）

石籬探奇遊樂場（英語：Shek Lei Adventure Playground）是一個位於香港葵涌石籬石貝街的遊樂場，毗邻石排街公園及石籬（一）邨，現由康樂及文化事務署管理。
第一代的石籬遊樂場，通稱「三層公園」，由美國藝術家史靈卓（Paul Selinger）設計，英皇御准香港賽馬會捐款15萬港元興建，於1969年落成，在1990年代拆卸重建為今日的遊樂場。

## 沿革

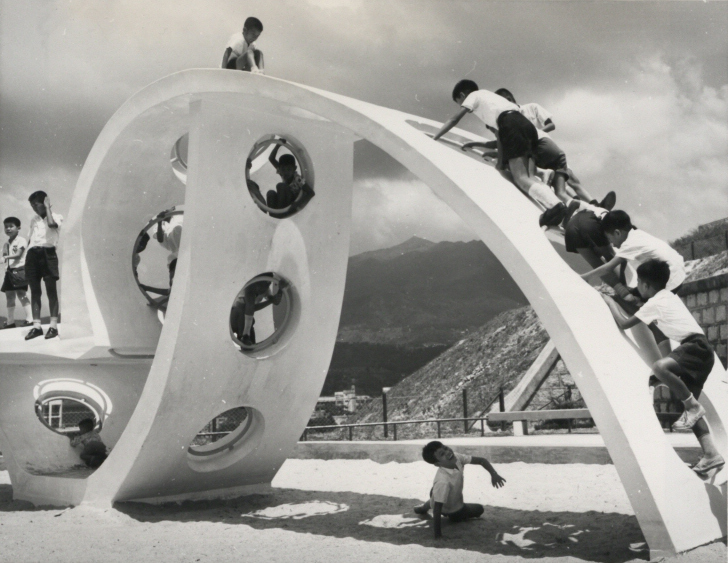
舊石籬遊樂場的雕塑遊樂設施

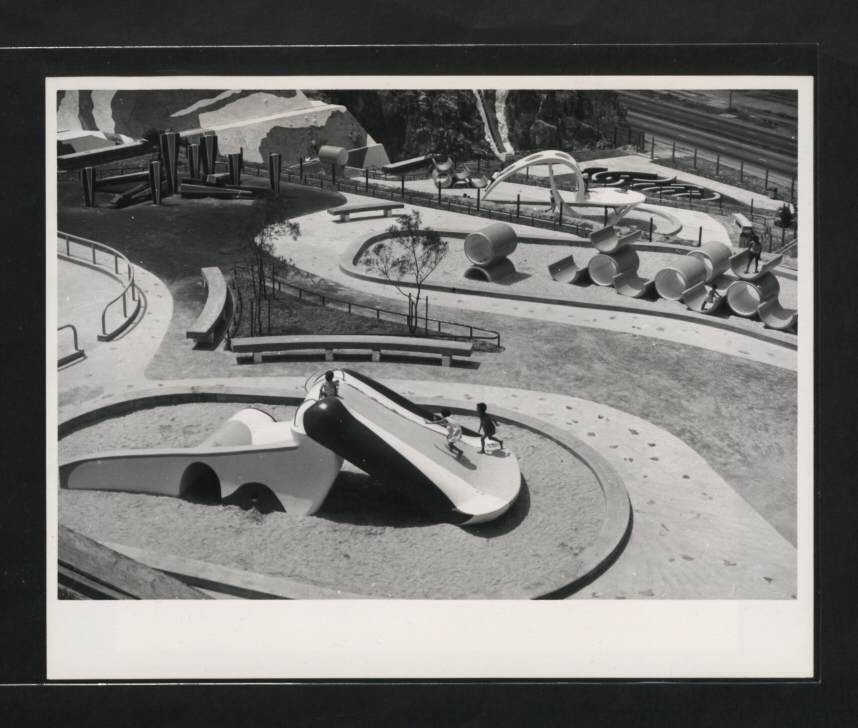
旧游乐场的雕塑滑梯及沙池等设施

香港在石硤尾大火後，殖民地政府以徙置區提供居所予市民，同時在屋邨的附近範圍建設遊樂設施供兒童遊玩。
興建此遊樂場的概念由美國藝術家史靈卓於居港期間向市政總署建議，由當時的英皇御准香港賽馬會資助興建，當時耗資15萬港元，於1969年落成，9月3日由時任行政局議員馮秉芬爵士主持啓用典禮，位於早兩年新近落成的石籬徒置區（後易名石籬邨）1至3座旁。
啟發史靈卓的原因是當年帶着兒子到遊樂場玩耍時感到設計重複，他本人亦指當時香港的環境容許他自由發揮。
隨着1990年代石籬邨重建展開，連帶此遊樂場也被重建為一般無異的遊樂場，獨特設計亦自此不復見。

## 設計
石籬探奇遊樂場依山而建，面向青山公路，處於一塊面積多達3萬多平方呎的多層式空地上，因此當時又被街坊稱為「三層公園」。
遊樂場融入抽象雕塑藝術元素，並形容為全亞洲首座雕塑式遊樂場。
其中有9組設計簡約的巨型混凝土雕塑遊樂設施，以及一幅接近90呎高、300呎長的護土牆抽象壁畫。

## 媒體報導
- 1969年：《香港年報》
- 1972年：《The Rotarian》

## 圖片

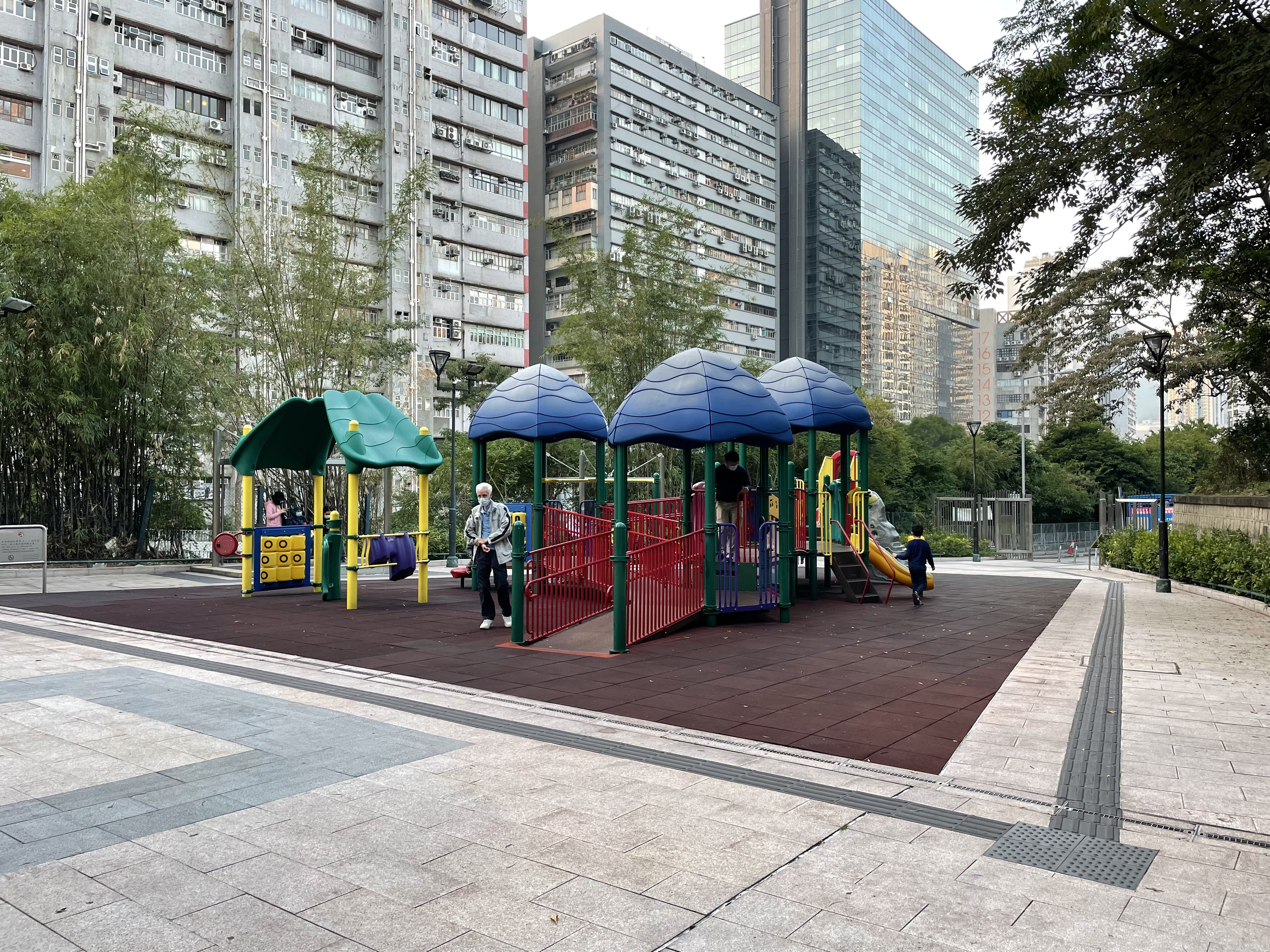
探奇遊樂場底層（2021年）
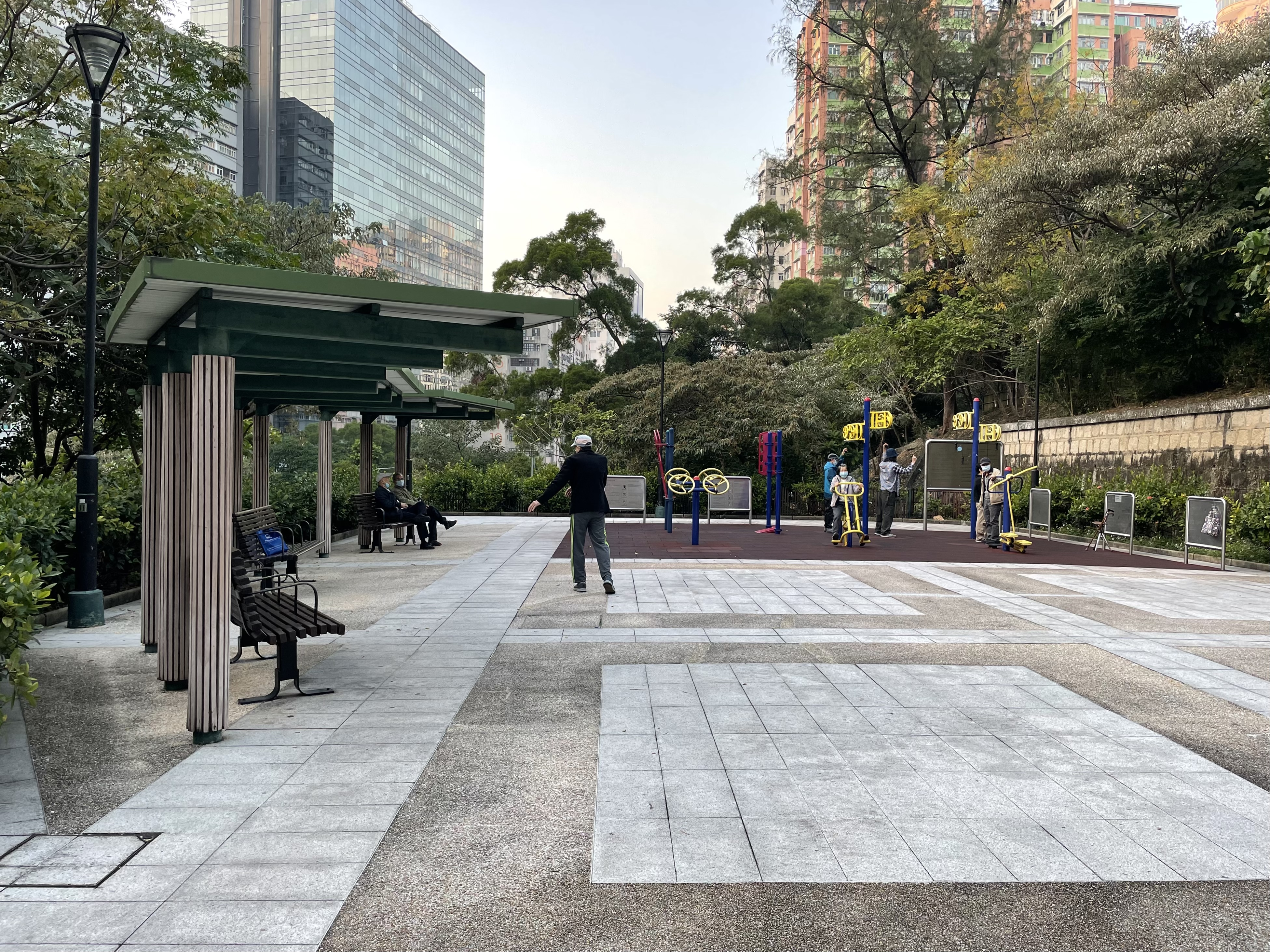
探奇遊樂場中層（2021年）
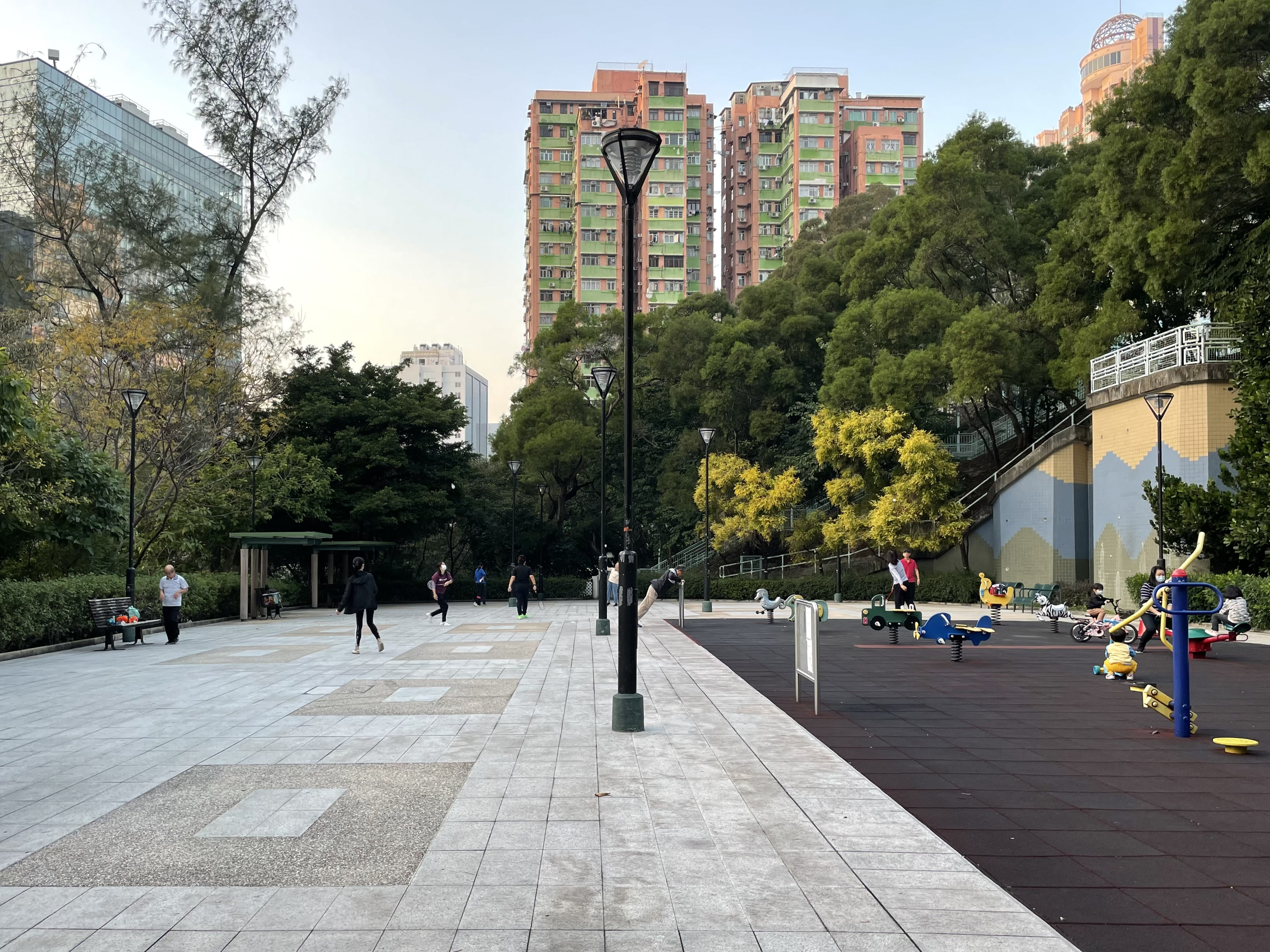
探奇遊樂場上層（2021年）

## 邻近地方
- 石排街公園
- 石籬邨
- 大隴街
- 和宜合道
- 青山公路-葵涌段

## 相關書籍
- 樊樂怡. . brownie publishing ltd. 2021. ISBN 978-988-75201-2-2.

## 外部連結
维基共享资源上的相關多媒體資源：石籬探奇遊樂場